# South Ayrshire
South Ayrshire (en gaèlic escocès: Siorrachd Inbhir Air a Deas) és un dels 32 consells unitaris (en anglès: council area) en què està dividida administrativament Escòcia. Limita amb els consells unitaris d'East Ayrshire, North Ayrshire i Dumfries i Galloway. La capital administrativa és Ayr.

## Història
Juntament amb East Ayrshire i part de North Ayrshire formava l'antic comtat d'Ayrshire. Del 1975 al 1996 el comtat va ser dividit en els districtes de Cumnock i Doon Valley, Cunninghame, Kilmarnock i Loudoun, i Kyle i Carrick, i va passar a formar part de la regió de Strathclyde. El 1996 després d'abolir-se l'organització administrativa anterior, es va formar el consell unitari de South Ayrshire amb l'antic districte de Kyle i Carrick.
La seu de South Ayrshire està instal·lada en un edifici del 1931 i que va ser inaugurat pel rei Jordi VI del Regne Unit.